# Szolnok
Szolnok (tiếng Hungary phát âm: [solnok) là thủ phủ hạt Jász-Nagykun-Szolnok ở miền trung Hungary. Thành phố nằm bên bờ sông Tisza, tại trung tâm của đồng bằng Hungary lớn, đã làm cho thành phố là nơi giao lưu văn hóa và kinh tế quan trọng trong nhiều thế kỷ.
Szolnok nằm ở trung tâm của đồng bằng Hungary lớn, tại ngã ba sông Tisza và Zagyva. Nó có cự ly khoảng 100 km (62 dặm) về phía đông-đông nam so với thủ đô Budapest. Khí hậu của khu vực lục địa, với mùa hè nóng sau mùa đông tương đối nhẹ. Khu vực này là một trong nhiều nắng nhất ở châu Âu, lượng mưa trung bình khoảng 490 mm (19 in) hàng năm.